# Ozenx-Montestrucq
Ozenx-Montestrucq – miejscowość i gmina we Francji, w regionie Nowa Akwitania, w departamencie Pireneje Atlantyckie.
Według danych na rok 1990 gminę zamieszkiwało 376 osób, a gęstość zaludnienia wynosiła 23 osób/km² (wśród 2290 gmin Akwitanii Ozenx-Montestrucq plasuje się na 813. miejscu pod względem liczby ludności, natomiast pod względem powierzchni na miejscu 686.).